# 理查德·西利托
理查·西利托 (Richard M. Sillitto ，1923年—2005年4月19日) 是一位對於光學有傑出貢獻的物理學家。他寫了一本廣受歡迎，關於量子力學的書。他是愛丁堡皇家協會 (Royal Society of Edinburgh) 與物理學院（Institute of Physics）的會員。西利托是愛丁堡大學物理系的榮譽宣讀者。他去世於2005年4月19日。

## 著作
- Nonrelativistic Quantum Mechanics, Richard Sillitto, (1967), Publ. Edinburgh UP, ISBN 0-85224-128-3 。
- Geometrical and Physical Optics, R M Sillitto, Longman Higher Education, ISBN 0-582-08880-1 。

## 外部連結
- 關於西利托的網頁 （页面存档备份，存于）